# Оралово
Оралово — деревня в Красновишерском районе Пермского края. Входит в состав Красновишерского городского поселения.

## Географическое положение
Расположена в верхнем течении реки Чудова.

## Население
| 2010 |
| ---- |
| 2    |

## Улицы[2]
- Родниковая ул.

## Топографические карты
- Лист карты P-40-125,126 Чердынь. Масштаб: 1 : 100 000. Указать дату выпуска/состояния местности.